# Załęże (województwo zachodniopomorskie)
Załęże (niem. Marienwerder) – wieś sołecka w Polsce położona w województwie zachodniopomorskim, w powiecie pyrzyckim, w gminie Kozielice, nad jeziorem Sitno Wielkie.
W latach 1975–1998 miejscowość należała administracyjnie do województwa szczecińskiego. Najstarsze zapiski o miejscowości pod nazwą Sonte Marienwerdere pochodzą z 1264, w 1289, jako Mariewerder, stała się własnością klasztoru w Gramzow.

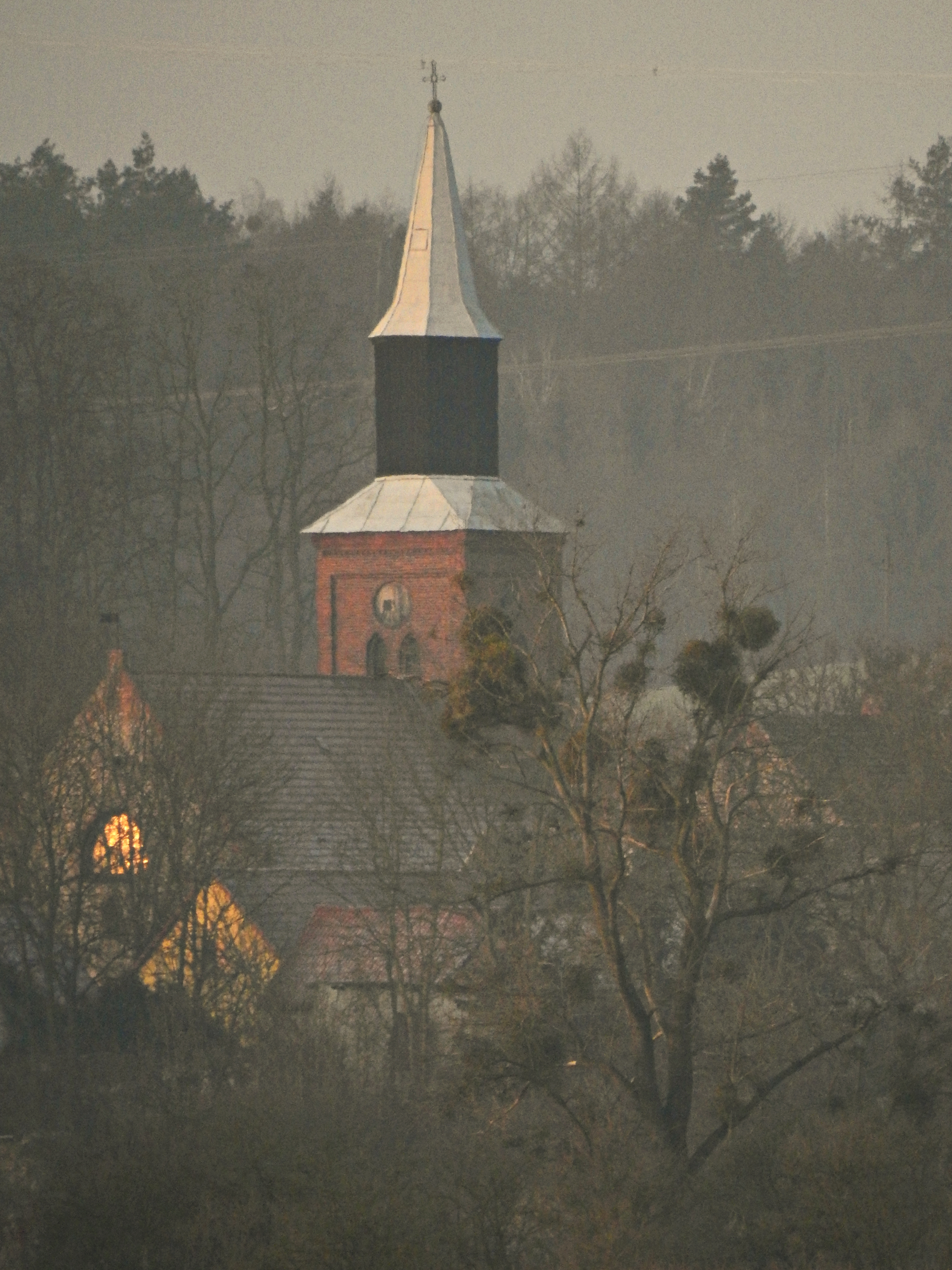
Widok kościoła z rana

W Załężu znajduje się kościół filialny pod wezwaniem Wniebowzięcia Najświętszej Maryi Panny, należący do parafii rzymskokatolickiej w Tetyniu. Zabytek o ciosowej nawie został wybudowany z kostki granitowej na planie czworoboku, w II połowie XIII w. Neogotycka wieża w korpusie powstała podczas przebudowy w 1875. 
We wsi zachowały się także pozostałości poniemieckiego cmentarza. Na jego parkanie widnieje inskrypcja: "Ballermann 1883". Obecnie zachowany jest tylko jeden nagrobek z napisem: "Hier/rugt in Gott/unsere liebe Mutter/Friedrike Müller/geb. Kuhnke/*11 Mai 1855/†18 Movember 1928/Sie war ein sanfes/Frauenherz/im Slück beschieden/still im Schmerz".
W latach 2005–2011 ok. 1 km na południe od zabudowań wsi działała Kopalnia Kruszyw Mineralnych, która wydobyła 6 mln ton piasku i żwiru. Część materiału została wykorzystana na podbudowę drogi S3.